# Brahmina himalayica
Brahmina himalayica är en skalbaggsart som beskrevs av Brenske 1892. Brahmina himalayica ingår i släktet Brahmina och familjen Melolonthidae. Inga underarter finns listade.